# Annaberg-Buchholz
Annaberg-Buchholz je historické hornické velké okresní město v německé spolkové zemi Sasko. Nachází se v zemském okrese Krušné hory, jehož je správním střediskem. Má přibližně 19 tisíc obyvatel. Leží na úpatí Krušných hor 10 km severně od českých Vejprt. Město se rozkládá na březích říčky Sehmy na úpatí kopce Pöhlberg (832 m).

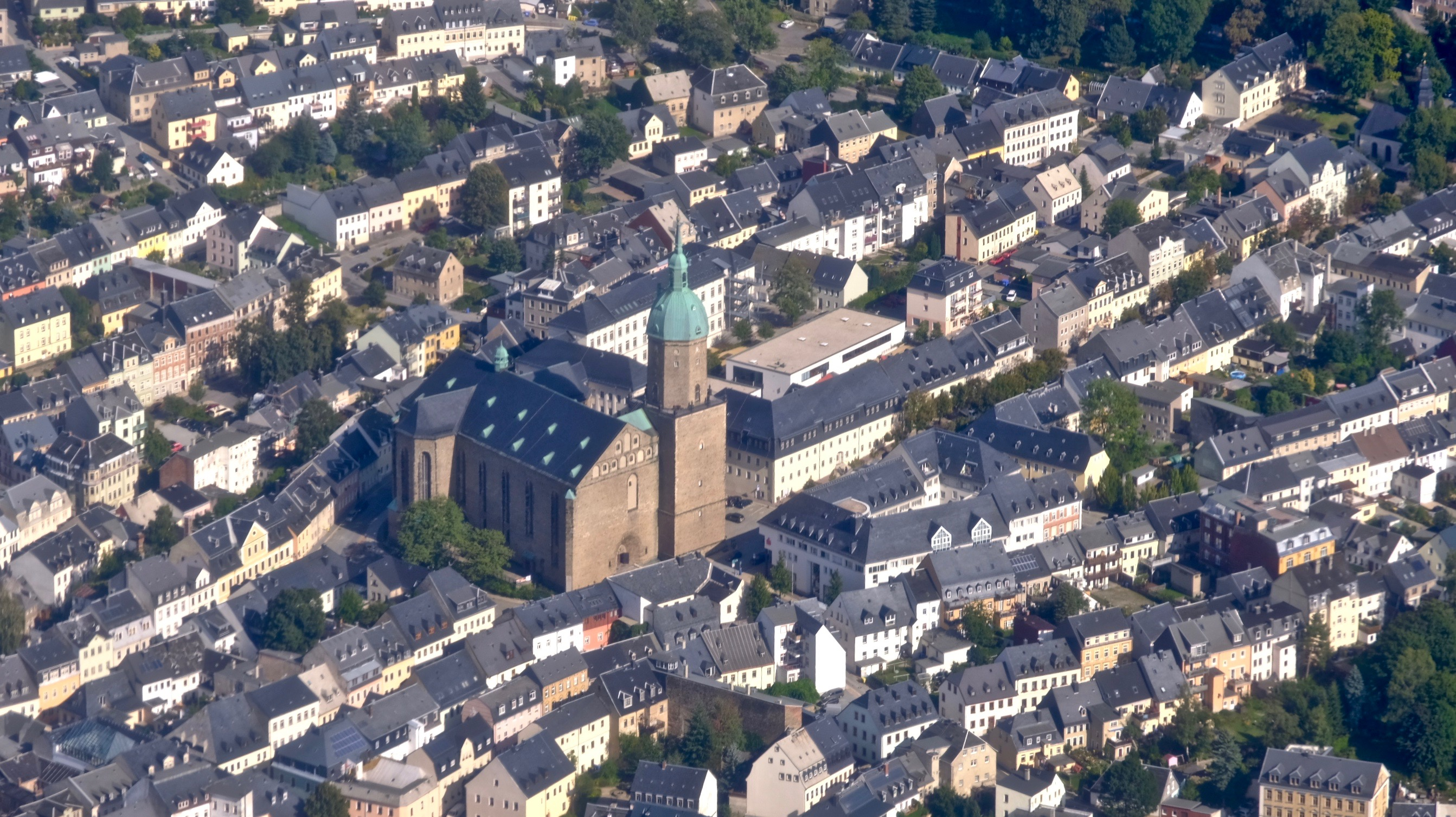
Pohled na střed města s kostelem sv. Anny

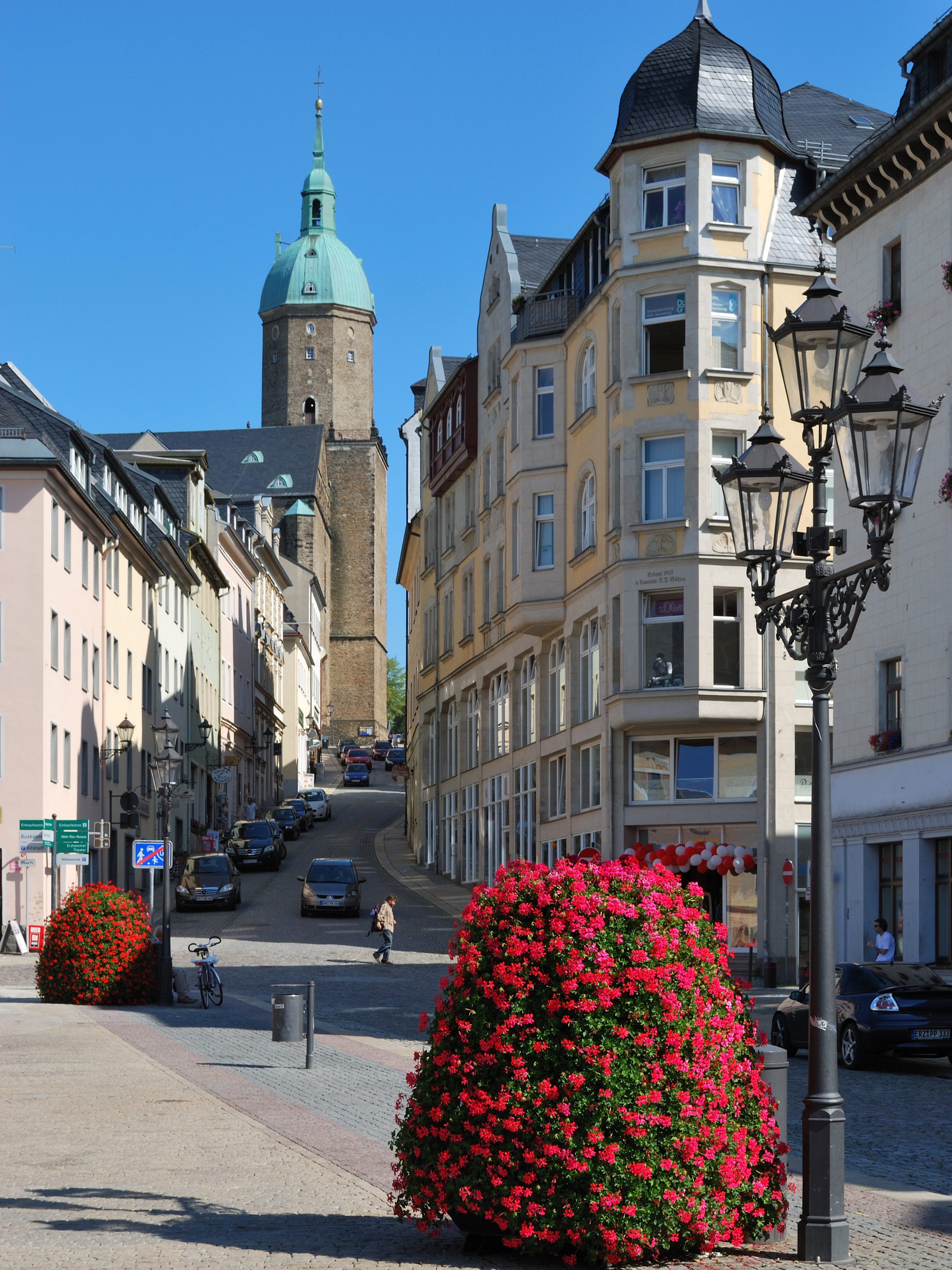
Pohled do Velké kostelní ulice, v pozadí kostel sv. Anny

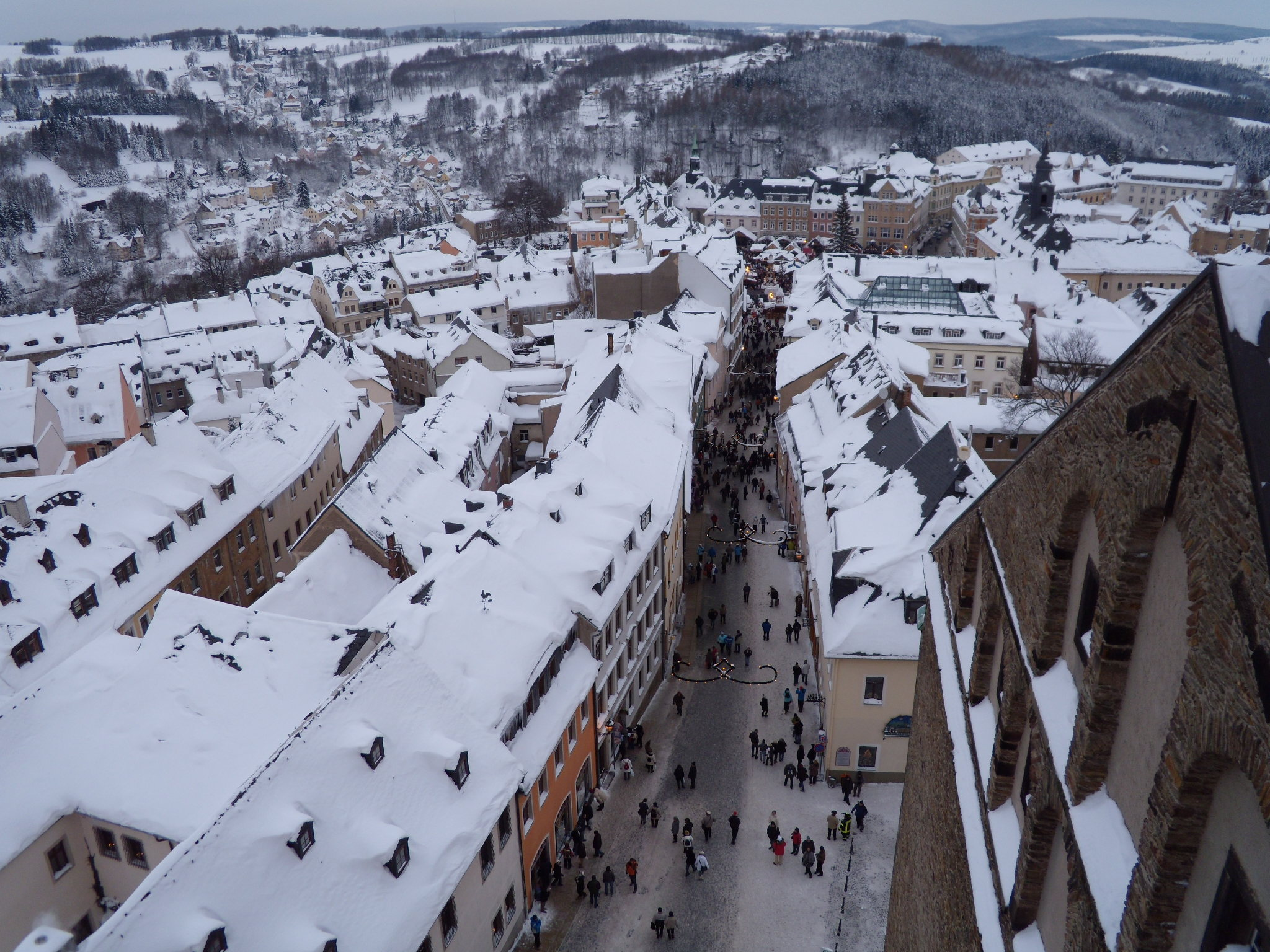
Pohled na Annaberg-Buchholz z věže kostela sv. Anny

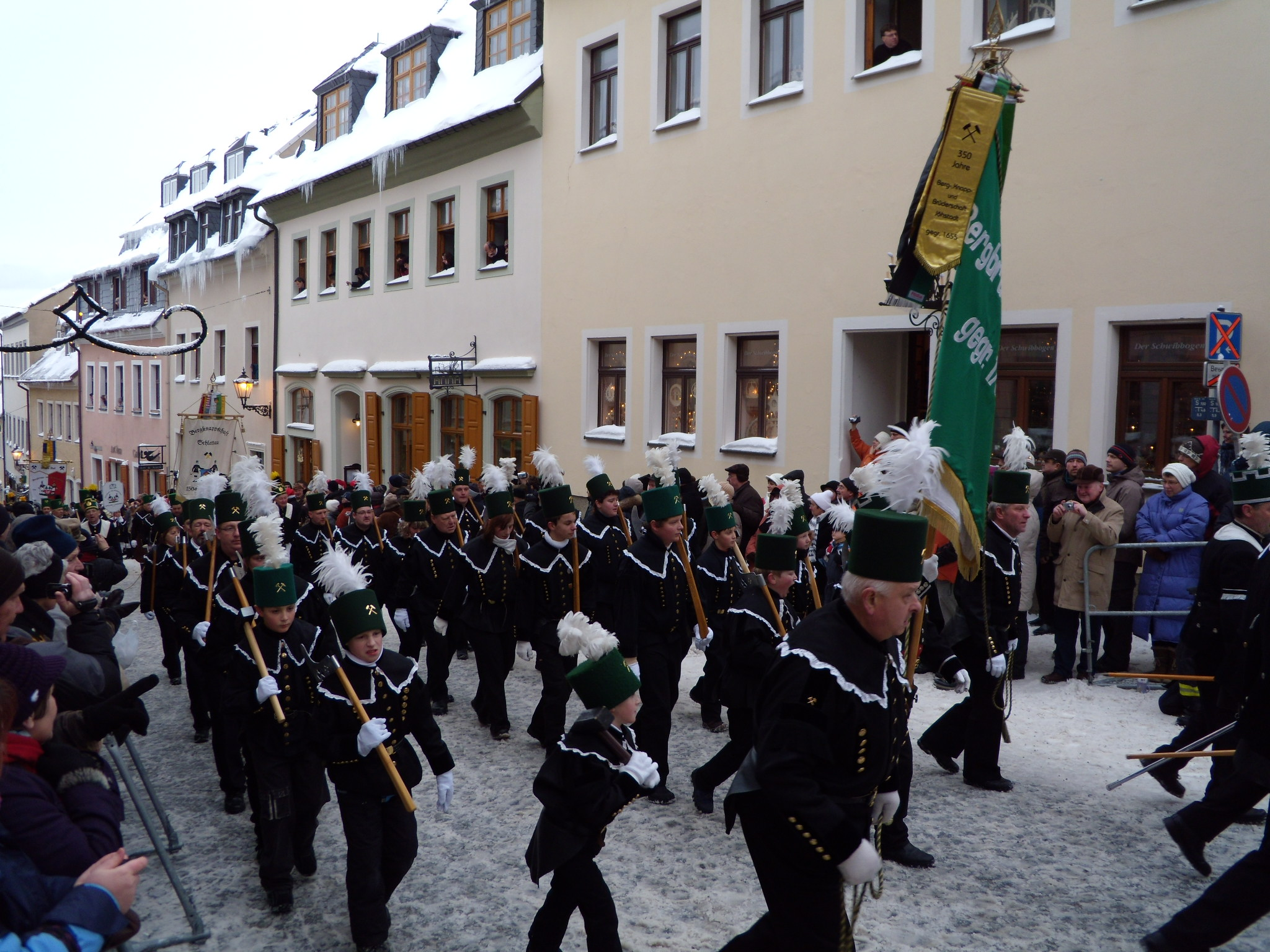
Přehlídka hornických spolků

## Správní členění
- Annaberg
- Buchholz
- Cunersdorf
- Frohnau
- Geyersdorf
- Kleinrückerswalde

## Historie
Ve 12. století bylo okolní území (v německé literatuře mittlere Erzgebirge = střední Krušnohoří) osídleno rolníky z Durynska. Ti zakládali v lesích vesnice, tzv. Waldhufendörfer, jejichž části se v některých případech zachovaly dodnes. Na konci 15. století byly objeveny v kopcích nad údolím Sehmy zásoby stříbra. Roku 1496 bylo založeno nedaleko ložisek nové město, které později získalo jméno St. Annaberg. V důsledku výnosné těžby stříbra se město bouřlivě rozvíjelo a po 40 letech existence se stalo po Freibergu druhým největším sídlem v Sasku s 12 000 obyvateli. S ústupem těžby v 17. století začal Annaberg postupně ztrácet prestiž, což dlouhodobě nezvrátila ani výroba krajek, pásků a dalších pozamentů, jež se vyrábějí dodnes. Město kromě třicetileté války dále postihlo několik morových ran a mohutný požár v roce 1604. Další velkou ranou pro město byl velký požár v roce 1731.
Oživení přineslo zavedení svobody podnikání pro řemeslníky roku 1861 a vybudování železniční trati z Chemnitzu v roce 1866. To přineslo rozvoj obchodu a průmyslu, zejména textilnictví s důrazem na produkci pozamentů, které byly exportovány mimo jiné do USA, Velké Británie nebo Francie. Na konci 19. století byl dokonce v Annabergu otevřen konzulát Spojených států, který byl ale po zřízení poboček annaberských firem přímo v USA na počátku 20. století uzavřen. V té době byla těžba stříbra již ve výrazném útlumu.
Za druhé světové války zůstal Annaberg ušetřen, zatímco sousední Buchholz utrpěl skrze nálet v únoru 1945, kdy se několik amerických letadel kvůli husté oblačnosti oddělilo od formace, jež směřovala na Chemnitz. Doba vlády národních socialistů byla pohromou pro židovské obyvatelstvo – po 9. listopadu 1938 bylo zbylých 16 Židů vyhnáno, případně transportováno do vyhlazovacích táborů. Židovský hřbitov byl zničen roku 1940.
V roce 1945 byly Annaberg a Buchholz na příkaz sovětské okupační moci sjednoceny v jeden městský celek. Pokusy o sjednocení existovaly už dříve – roku 1913 odmítla městská rada Annabergu návrh Buchholzu na sloučení a v roce 1919 vše ztroskotalo pro změnu na podmínce Annabergu, který požadoval pouze začlenění Buchholzu a odmítal rovnocenné sjednocení obou celků. I přes odpor města Buchholz došlo k oficiálnímu sjednocení obou měst, s požehnáním saské zemské vlády, 1.1.1949.
Díky masivní podpoře těžby uranu v NDR pro Sovětský svaz následovalo na přelomu 40. a 50. let obnovení důlní těžby, které podnítilo přísun nového obyvatelstva. Roku 1950 dosáhlo město svého populačního maxima – 36 000 obyvatel.
Centrum města je ještě s několika bývalými hornickými lokalitami v Krušnohoří od roku 2019 zapsáno do Světového dědictví UNESCO jako Hornický region Erzgebirge/Krušnohoří.

## Pamětihodnosti a zajímavosti
- Radnice – Barokní stavba z poloviny 18. století.
- Kostel Sv. Anny (St. Annenkirche) – Hlavní znak města, viditelný ze širokého okolí. Jde o pozdněgotický kostel, dokončený roku 1525. Protestantský kostel je velmi bohatě vyzdoben. Mimo nádherné křížové klenby stojí za zmínku například malba dolu ze 16. století na zadní straně hornického oltáře. Bohatá výzdoba není náhodná, kostel byl totiž stavěn původně pro katolíky, protestantským se stal až r. 1539. V kostele se konají pravidelně prohlídky. Je možné navštívit i věž s vyhlídkou na město a celé údolí.
- Kostel Sv. Kateřiny (St. Katharinen-Kirche) – Byl plánován okolo roku 1500. Nejpozději roku 1523 byla výstavba přerušena, na několik staletí. Teprve v době masivní industrializace bylo možné stavbu dokončit – v letech 1873–1877 byl kostel dostavěn ve stylu novogotiky. Za druhé světové války byl ale zničen při náletu a v 70. letech vystavěn znovu, tentokrát ale ve skromnější podobě.
- Hornický kostel Sv. Marie (Bergkirche St. Marien) – Vystavěn v letech 1502–1511. V 16. a 17. století kostel několikrát vyhořel. Současná podoba pochází z roku 1736. Kostel sloužil výhradně pro pořádání bohoslužeb pro horníky, a to až do útlumu těžby na konci 19. století. Pravidelně jsou zde vystavovány hornické jesličky, jež tvoří velké, ze dřeva vyřezané figury horníků a příslušníků různých řemeslných odvětví, úzce spjatých s rozvojem krušnohorské těžby. Celý cyklus má v konečné podobě zahrnovat 31 figur.
- Hora Pöhlberg s rozhlednou z roku 1897 – Na svazích hory jsou umístěny dvě sjezdovky s vleky a letní bobová dráha.

## Muzea
- Muzeum Adama Riese (Adam Ries-Museum)
- Krušnohorské muzeum s ukázkovým dolem (Erzgebirgsmuseum)- mapuje historii Annabergu a těžby stříbra v regionu
- Manufaktura snů (Manufaktur der Träume)- prezentuje krušnohorské lidové umění, především dřevěné hračky, pyramidy, betlémy a další zajímavé dekorativní předměty
- Hamr ve Frohnau (Museum im Frohnauer Hammer/Herrenhaus)
- Muzejní důl Markus-Röhling-Stolln ve Frohnau
- Muzejní důl Markus-Röhling-Stolln v Cunersdorfu

## Vánoční trhy
Pořádání vánočních trhů patří k největším společenským událostem ve městě. Jejich vyvrcholením je tradiční přehlídka hornických spolků z celého Německa o čtvrté adventní neděli. Hornického průvodu se pravidelně účastní i několik menších hornických spolků ze severních Čech. Vyvrcholením přehlídky je hornický koncert před Kostelem Sv. Anny.

## Hospodářství
Tradičními odvětvími jsou výroba textilu, železa a papíru, stejně jako zpracovávání dřeva a produkce hraček. Po zániku NDR mnoho podniků zkrachovalo. I tak je region Annaberg-Buchholz průmyslově jedním z nejvyspělejších v celém Sasku. Růst vykazují v posledních letech dodavatelský průmysl, napojený především na automobilky, a služby, zejména turismus. Annaberg-Buchholz patří k nejnavštěvovanějším turistickým cílům Saska, hlavně před Vánoci.

## Osobnosti města
- Adam Ries
- Barbara Uthmann
- Hans Witten
- Kathrin Weßelová

## Partnerská města
- Weiden (Oberpfalz), Německo
- Paide, Estonsko
- Chomutov, Česko